# Jia ting jian shi
Jia ting jian shi (chinesisch 家庭简史, Pinyin jiā tíng jiǎn shǐ, internationaler Festivaltitel: Brief History of a Family) ist ein Spielfilm von Lin Jianjie aus dem Jahr 2024. Das Drama stellt eine gutsituierte chinesische Familie in den Mittelpunkt, deren Schicksal sich auf mysteriöse Weise mit dem rätselhaften neuen Freund des einzigen Sohnes verstrickt. Die Hauptrollen übernahmen Zu Feng, Guo Keyu, Sun Xilun und Lin Muran. Die internationale Koproduktion zwischen der Volksrepublik China sowie Frankreich, Dänemark und Katar wurde im Januar 2024 im Rahmen des 40. Sundance Film Festivals uraufgeführt. Die europäische Premiere fand einen Monat später bei der 74. Berlinale statt.

## Handlung
Nach einem Vorfall auf dem Pausenhof ihrer Privatschule sind die beiden Jungen Wei und Shuo auf mysteriöse Weise miteinander verbunden. Wei ist der einzige Sohn aus einer Familie der bürgerlichen Mittelschicht. Shuo gilt als ruhig, verfügt aber über einen scharfen Verstand. Sie werden jeweils in das Leben des anderen hineingezogen. Wei stellt Shuo seinen Eltern vor. Sein Vater arbeitet als Zellbiologe, während seine Mutter früher als Flugbegleiterin angestellt war. Als Weis Eltern erfahren, dass Shuo aus schwierigen Familienverhältnissen kommt, heißen sie das in ihren Augen unterprivilegierte Kind in ihrem Zuhause willkommen. Shuo beginnt sich langsam in Weis Familie zu integrieren. In der Folge kommen unterdrückte Gefühle, enttäuschte Erwartungen und Geheimnisse ans Licht. Ein weiterer Vorfall erschwert ihr Leben auf unerwartete Weise.

## Hintergrund
Jia ting jian shi (ursprünglicher Arbeitstitel: Blood and Water) ist das Spielfilmdebüt des chinesischen Kurzfilmregisseurs Lin Jianjie, der ein Filmstudium an der New Yorker Tisch School of the Arts absolvierte.
Noch in der Produktionsphase wurde das Projekt beim Film Festival Cologne 2022 im Rahmen der Branchenveranstaltung European Work in Progress vorgestellt und gewann dort den mit 7500 Euro dotierten Mm filmpresse Award für Werbung auf internationalen Festivals. Die Jury verwies in ihrer Begründung darauf, dass der Film „Spannung und Sensibilität in wenigen Szenen“ vereine „und die sozialen Unterschiede in der heutigen chinesischen Gesellschaft“ aufzeige. Weitere Branchenveranstaltungen, bei denen das Projekt aufgenommen wurde, waren das beim Filmfestival von Cannes 2023 veranstaltete HAF Goes To Cannes des Hong Kong Asia Film Financing Forums und Qumra 2023 des Doha Film Institutes (DFI).

## Veröffentlichung und Rezeption
Jia ting jian shi wurde am 19. Januar 2024 im Rahmen des Sundance Film Festivals uraufgeführt. Dort wurde das Werk in den Hauptwettbewerb für ausländische Spielfilme aufgenommen. Die europäische Premiere fand einen Monat später, am 17. Februar bei der 74. Berlinale statt. Dort wurde der Film in die Sektion Panorama aufgenommen.
In ihrem Online-Katalog priesen die Veranstalter des Sundance Film Festivals den Beitrag als „aufregenden neuen Ausdruck des chinesischen Films auf der Weltbühne“ an. Regisseur Lin verfüge über einen „fesselnden, scharfsinnigen Stil und eine einzigartige Sensibilität für den sozioökonomischen Status seiner Figuren“.

## Auszeichnungen
Jia ting jian shi erhielt beim Sundance Film Festival 2024 eine Einladung in den Wettbewerb um den Hauptpreis für den besten ausländischen Spielfilm. Im Rahmen seiner Aufnahme in die Panorama-Sektion der Berlinale 2024 ist das Werk automatisch für den Panorama Publikumspreis sowie für den sektionsübergreifenden GWFF Preis Bester Erstlingsfilm nominiert.